# Ángel Lizcano
Ángel Lizcano Monedero (Alcázar de San Juan, 24 de noviembre de 1846-Leganés, 31 de julio de 1929) fue un pintor e ilustrador español.

## Biografía
Nacido en 1846 en Alcázar de San Juan, un 24 de noviembre, marchó a Madrid a los siete años, donde sus padres iban a regentar una librería. Con catorce empezó a estudiar en la Real Academia de Bellas Artes de San Fernando y allí recibió clases de Francisco Mendoza, obteniendo las mejores calificaciones.

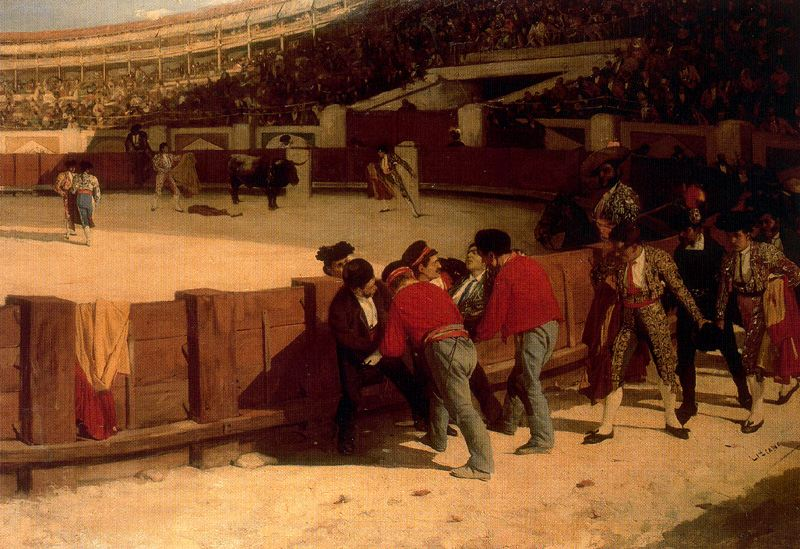
La cogida del torero, óleo sobre lienzo, 351 x 234 cm, firmado, 1877. Museo del Prado

Realizó copias del Museo del Prado, en especial de Goya, Velázquez y Murillo, pero también los contemporáneos Eugenio Lucas y Leonardo Alenza y otros autores españoles. Fue pensionado en 1869 por el marqués de Bedmar para terminar su formación en Italia; luego viajó mucho por toda España tomando apuntes del natural y participó en las Exposiciones Nacionales de Bellas Artes; en ese mismo año vendió un cuadro a Amadeo de Saboya. Obtuvo en estas exposiciones cuatro medallas (1876, 1878, 1881, 1887) por sus cuadros Cervantes y sus modelos, Carlos II visitando el monasterio de Cardeña, La cogida del diestro y Exposición de dos polichinelas que representan la Monarquía y la República. También participó en la Exposición Universal de París de 1878. Llevó una vida itinerante entre Madrid, Ávila, Toledo, El Escorial, Aranjuez y Alcázar de San Juan.

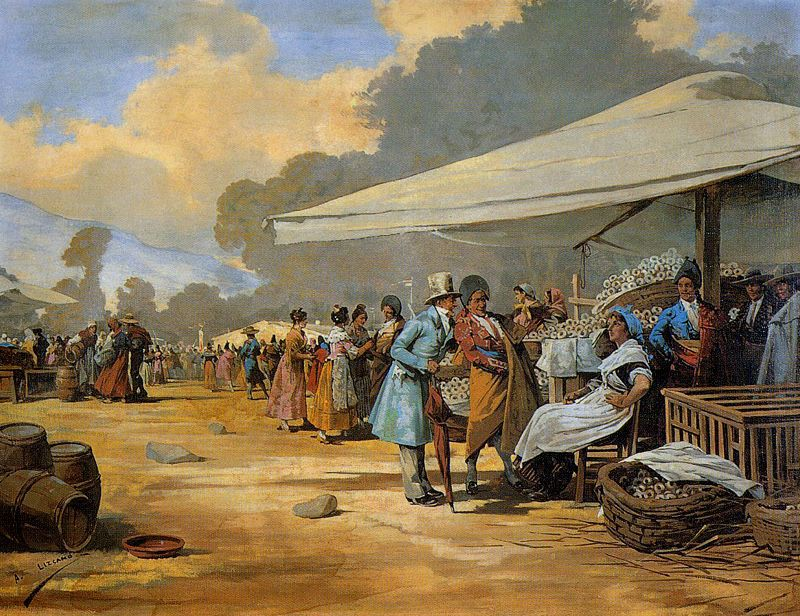
Las rosquillas del santo. Óleo sobre lienzo. 50 x 69 cm.

Después de veinte años de participar en estos concursos, se consagró en su faceta como dibujante y grabador, que fue muy fecunda: hizo más de ochocientos dibujos para todo tipo de revistas, libros y carteles; en especial se especializó en ilustrar publicaciones taurinas como La Lidia y La Semana Ilustrada, pero también colaboró asiduamente en La Ilustración Española y Americana; entre los libros ilustró los Episodios Nacionales de Benito Pérez Galdós, de quien era un gran amigo (de los cincuenta grabados para el episodio Juan Martín el Empecinado, Lizcano hizo cuarenta y uno), y piezas teatrales cómicas de Vital Aza (en la colección Teatro moderno), Tomás Luceño (en esa misma colección), Ramos Carrión y Ricardo de la Vega (los volúmenes de Teatro escogido). En la editorial barcelonesa Artes y Letras se ocupó de ilustrar el libro Luces y colores y los Sainetes de Ramón de la Cruz. El fotógrafo parisino Jean Laurent fotografió su obra para las postales de la época.
Al frisar los cincuenta años, y a causa del fallecimiento de su mujer, le aquejaron algunos trastornos mentales que le acompañaron hasta el final de su vida, aunque no dejó de pintar y dibujar y, para librarlo de la pobreza, lo nombraron profesor de dibujo y colorido del Círculo de Bellas Artes de Madrid; aunque el Ayuntamiento de Alcázar de San Juan le concedió una pensión para socorrerlo en 1929, ese mismo año ingresó en el manicomio del Hospital de Santa Isabel de Leganés, donde murió poco después.

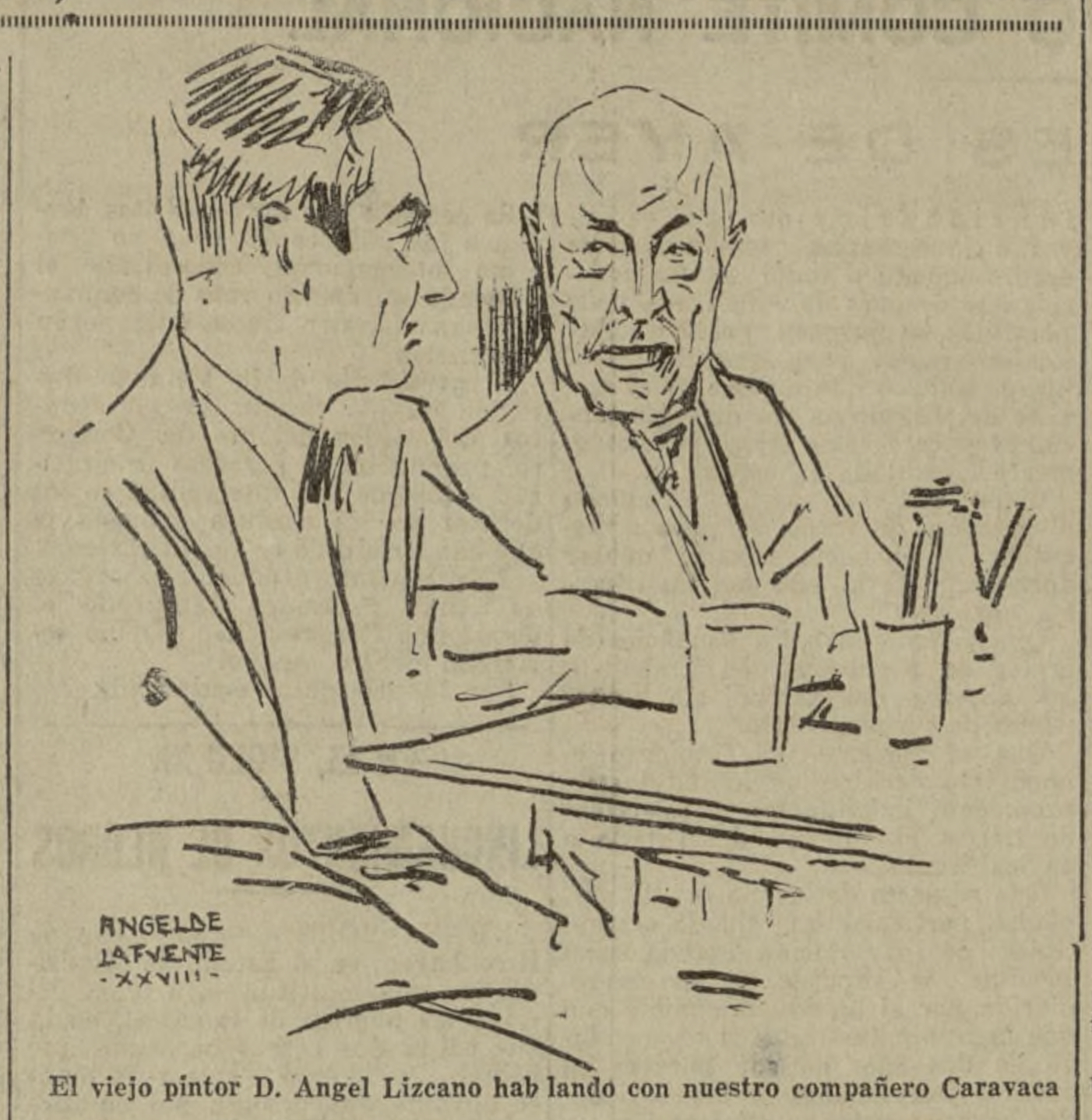
Retratado en 1928 por Ángel de la Fuente durante una entrevista con un periodista de El Liberal

Según el historiador Enrique Lafuente Ferrari, Ángel Lizcano es uno de los más tremendos ejemplos de "artista maldito", producto típico del siglo XIX, pues, tras los primeros años de éxitos en Madrid, en los que parecía que el futuro le depararía una carrera oficial de cierta importancia, su estrella vital y profesional se oscureció y fue paulatinamente apagándose hasta no ser más que un ligero destello en el firmamento español de las artes de su tiempo. Falleció en Leganés el 31 de julio de 1929.

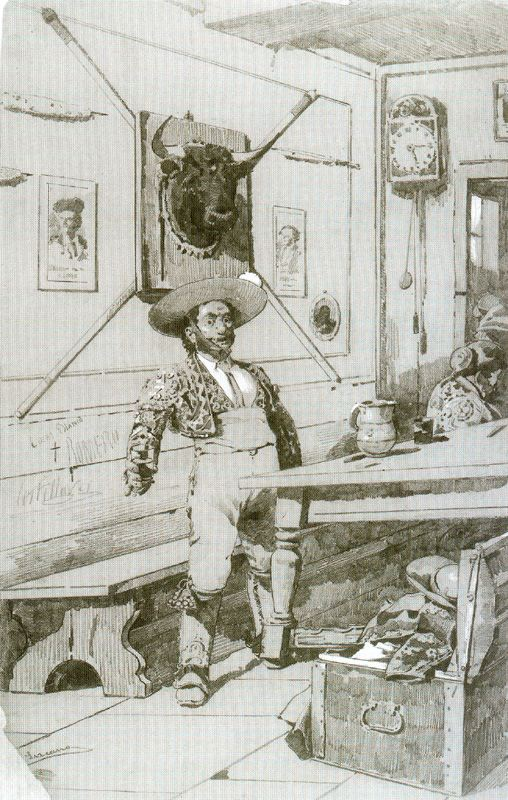
Antes de la corrida. 1883

Sus obras poseen un excelente dibujo y un acabado arenoso. Cultivó el retrato y los temas histórico-literarios (Cervantes y sus modelos, Entrevista de Carlos V y Francisco Pizarro antes de partir para la conquista del Perú, Carlos II visitando el monasterio de Cardeña, Doña Jimena pidiendo justicia, contra el Cid, matador de su padre, La comida de Sancho en la ínsula Barataria) y populares, es especial de tradición goyesca (La romería de San Isidro) y taurinos (La cogida del diestro, La cogida).

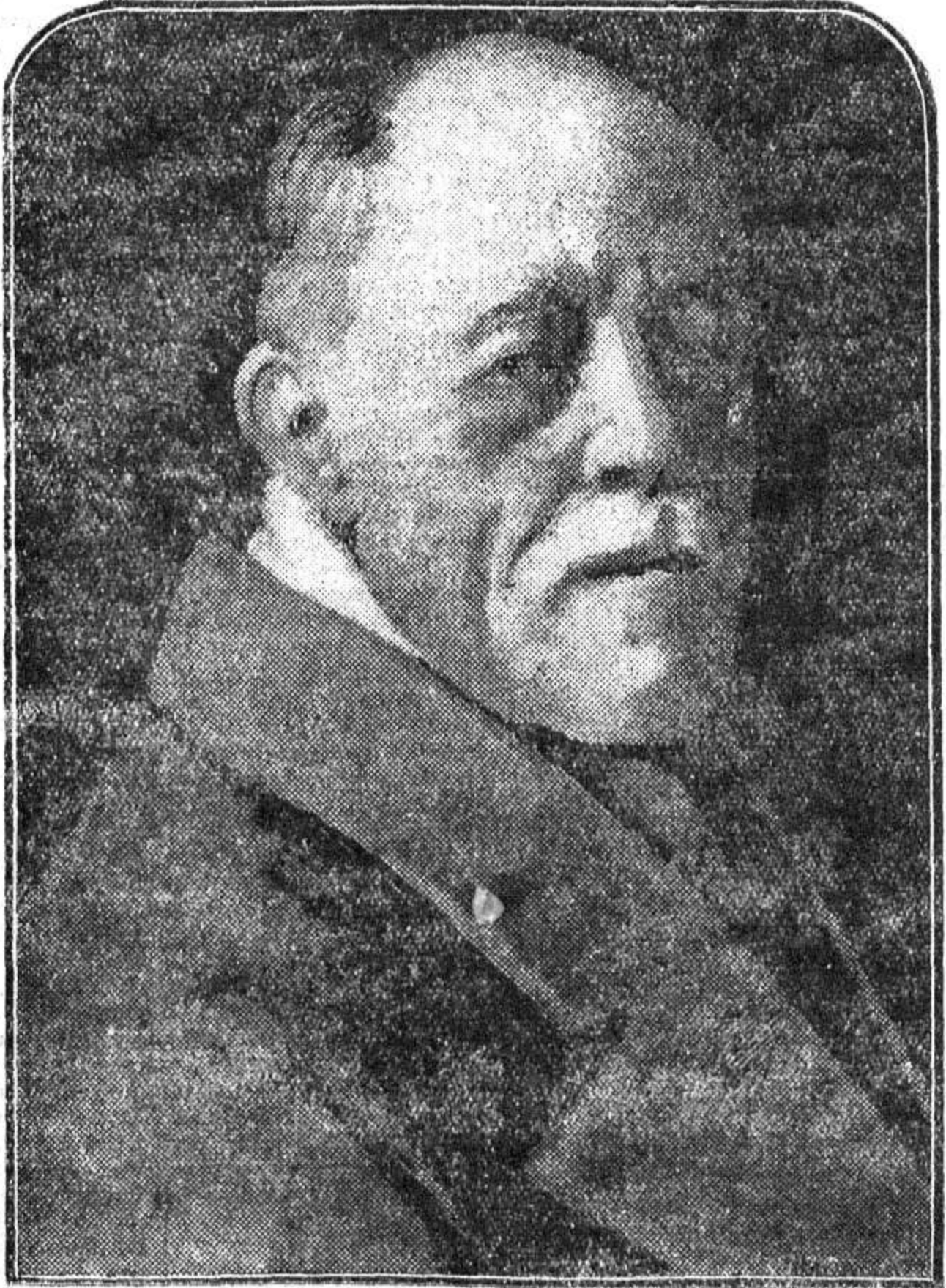
Reproducción de un retrato de Lizcano realizado por Eduardo Núñez Peñasco

Realizó también obra religiosa, como el retablo de una capilla de la iglesia de Nuestra Señora de la Desconsolación en el desaparecido convento de los agustinos de Madrid, a los que se hallaba muy unido, y recibió la atención de los críticos de la época, como Ramón Pulido, Juan de la Encina, Gil Fillol o Francisco Alcántara. En 1967 el Ayuntamiento de Alcázar de San Juan le rinde homenaje con una gran exposición de su obra. En el Museo Municipal de su localidad natal se presentó, en 1994, la muestra «El pintor Ángel Lizcano en la Familia Ramos-Cárdenas», y en 1996, con motivo de celebrarse el 150 aniversario de su nacimiento, de nuevo el Ayuntamiento alcazareño organizó la exposición antológica Ángel Lizcano Monedero.
En la actualidad, y desde hace más de veinte años, la ciudad de Alcázar de San Juan celebra un certamen en su honor "Certamen de Pintura Rápida Nocturna Ángel Lizcano Monedero".

## Algunas obras
- Lavanderas, óleo sobre tabla, 14 x 22 cm, firmado, 1879 [P4399].
- Detención de Don Álvaro de Luna en Burgos, 160 x 90 cm, firmado, 1880 (colección Iñigo Pérez de Rada Cavanilles, Madrid)
- Interior de taberna con bebedores, óleo sobre tabla, 24 x 16 cm, firmado [P4400].
- Un merendero: costumbres madrileñas, óleo sobre tabla, 23 x 15 cm, firmado [P4401].
- Cervantes y sus modelos, óleo sobre lienzo, 240 x 400 cm, firmado, 1887 (en dep. en el Ayuntamiento de Alcalá de Henares, Madrid) [P6630].
- Majo, óleo sobre lienzo, 79 x 49 cm, firmado, 1876 [P6756].
- Banco de un parque público, óleo sobre lienzo, 28 x 42 cm, firmado, 1901 [P6757].
- Una calle de Segovia, óleo sobre lienzo, 32 x 44 cm, firmado, 1885 (en dep. en el Museo de Bellas Artes de Asturias, Oviedo) [P6812].
- Retrato de señora, óleo sobre lienzo, 230 x 166 cm, firmado, 1878 (en dep. en el Museo de Jaén) [P7548].
- La cogida del torero, óleo sobre lienzo, 351 x 234 cm, firmado, 1877 (en dep. en el Museo de Bellas Artes de Sevilla) [P7815].
- San Antonio de la Florida, lápiz sobre papel, 373 x 653 mm, firmado [D5044].